# Зджешовице (община)
Община Зджешовице (на полски: Gmina Zdzieszowice) е градско-селска община в Полша, ополско войводство, повят крапковишки. Административен център на общината е Зджешовице. Населението на общината през 2008 година е 17 193 души.

## Повърхностната структура
Общината е с площ 57,85 km², включително: земеделска земя е 63%, горска земя е 14%. Територията на общината е 13,08%, а населението е 25% от крапковишки повятът.

## Населени места
Общината има 8 населени места:
- Зджешовице
- Далне
- Жирова (Лешиско)
- Кремпна
- Олешка (Скали)
- Розвадза
- Янушковице (Лешяна, Велмежовице)
- Яшьона (Добженцице)